# الطريقة التي اعتادت أن تكون (أغنية إنجلبرت همبيردينك)

الطريقة التي أعتادت أن تكون (بالإنجليزية: The Way It Used To Be)‏ هي أغنية سجلها إنجلبرت همبردنك، وتم إصدارها في ألبوم «إنجلبرت» وكأغنية فردية عام 1969. وهي عبارة عن اقتباس باللغة الإنجليزية للأغنية الإيطالية «ميلوديا» للمغنية الإيطالية «ايزابيللا لانيتي» الصادرة عام 1968.
كانت الأغنية من بين أفضل عشرة أغاني نجاحًا في العديد من البلدان، واستمرت 14 أسبوعًا على قوائم أفضل الأغاني في المملكة المتحدة، وبلغت ذروتها في المرتبة الثالثة، بينما وصلت إلى المرتبة الأولى في فلاندر (بلجيكا) وسنغافورة، والمرتبة الثالثة في ماليزيا، والمرتبة الخامسة في يوغوسلافيا والسادسة في ايرلندا والسابعة في النرويج والتاسعة في جنوب أفريقيا. في الولايات المتحدة، أستمرت الأغنية 11 أسبوعًا على قائمة البيلبورد، وبلغت ذروتها في المرتبة 42، بينما وصلت إلى المركز الرابع على قائمة «الاستماع المريح»، واحتلت الأغنية المرتبة 26 في تصنيف بيلبورد لنهاية العام لعام 1969 في قائمة «أفضل الأغاني الفردية سهلة الاستماع».

## نسخ أخرى للأغنية
إصدر بيرت كايمفيرت والأوركسترا نسخة موسيقية في ألبومه لعام 1969 «آثار الحب Traces of Love»، كما أصدر «فريدي» المغني والممثل الفنلندي في عام 1969، نسخته باللغة الفنلندية تحت عنوان «سيأتي ذلك اليوم مرة أخرى Se Päivä Tulee Kerran»، والتي صعدت إلى المركز الثاني في قائمة أفضل الأغاني الفنلندية، وأصدر المغني والممثل الإيطالي «جيمي فونتانا» نسخة من «ميلوديا» في عام 1969.

## كلمات الأغنية
طاولة وحيدة لشخص واحد فقط Lonely table just for one
في غرفة مشرقة ومزدحمة In a bright and crowded room
بينما عزفت الموسيقى While the music has begun
أشرب نخب الذكريات وأنا في الظلام I drink to memories in the gloom
على الرغم من أن الموسيقى لا تزال كما هي Though the music's still the same
لها لازمة حلوة ومرة It has a bittersweet refrain
لذا دع الأغنية تصدح بالطريقة التي كانت عليها من قبل So play the song the way it used to be
قبل أن تتركني ويتحول كل شيء إلى أحزان Before she left and changed it all to sadness
وإذا كانتِ مارة بجوار النافذة And maybe if she's passing by the window
سوف تسمع أغنية حبنا واللحن She will hear our love song and the melody
وحتى لو لم تكن الكلمات حانية And even if the words are not so tender
سوف تتذكر دائمًا ما كانت عليه من قبل She will always remember the way it used to be
يتوقف الأصدقاء ويقولون مرحبا Friends stop by and say hello
وأضحك وأخفي الألم And I laugh and hide the pain
هذا سهلًا جدًا حتى يذهبوا It's quite easy to let go
ثم تبدأ الأغنية من جديد Then the song begins again

## وصلات خارجية
https://www.youtube.com/watch?v=Ve6zkWWjLqA